# Timalom
Timalom est un village de la région du Centre du Cameroun. Il est localisé dans l'arrondissement (commune) de Messondo. On y accède par la route rurale qui lie Messondo à Tomel et à Timalom.

## Population et société
En 1963, la population de Timalom était de 138 habitants. Timalom comptait 153 habitants lors du dernier recensement de 2005. La population est constituée pour l’essentiel de Bassa.